# Vereniging Bemiddeling Onroerend goed
De Vereniging Bemiddeling Onroerend Goed (VBO) is een voormalige Nederlandse vereniging van makelaars en taxateurs. Tot de fusie met met Vastgoedpro op 1 januari 2025 waren ruim 1.100 kantoren bij aangesloten. Alle makelaars dienden gecertificeerd te zijn volgens de ISO 17024-norm. De meeste aangesloten makelaars waren ingeschreven in het register van de SCVM. Dit is het enige register dat ook is geaccrediteerd door de Raad voor Accreditatie. Leden van de VBO werden gehouden aan een gedragscode die door een onafhankelijk tuchtcollege kan worden getoetst. Medio 2008 is de naam van de vereniging veranderd in VBO MAKELAAR. In 2019 is de naam wederom gewijzigd in VBO. Vanaf 1 januari 2025 is de vereniging na een fusie met VastgoedPro verder gegaan onder de naam Vastgoed Nederland. 

## Geschiedenis
VBO werd op 28 augustus 1985 opgericht, naar aanleiding van het SER-rapport ‘Advies bemiddeling onroerend goed’. Daarin pleitte de Sociaal-Economische Raad ervoor om de bemiddeling van onroerend goed exclusief door beëdigde makelaars te laten plaatsvinden. Aan lidmaatschap van VBO werden na afschaffing van de beëdiging in 2001 verdergaande en specifiek geformuleerde eisen en gedragsregels verbonden, om de kwaliteit en integriteit van de aangesloten makelaars te beschermen.